# Strakapoud malý
Strakapoud malý (Dryobates minor), někdy nazývaný stráček, je malý pták z čeledi datlovitých.

## Znaky
Je velký přibližně 16–18 cm a rozpětí křídel je 25–29 cm, je to nejmenší datlovitý pták v Česku. Sameček má na hlavě červenou čepičku, samička žlutobílou. Mohl by být zaměnitelný se šoupálkem, ale na rozdíl od něj má strakapoud malý typický datlí profil.

## Rozšíření
Je rozšířen téměř po celé Evropě, na pobřeží severní Afriky, v mírném podnebí Asie a na Kamčatce.

## Hnízdění

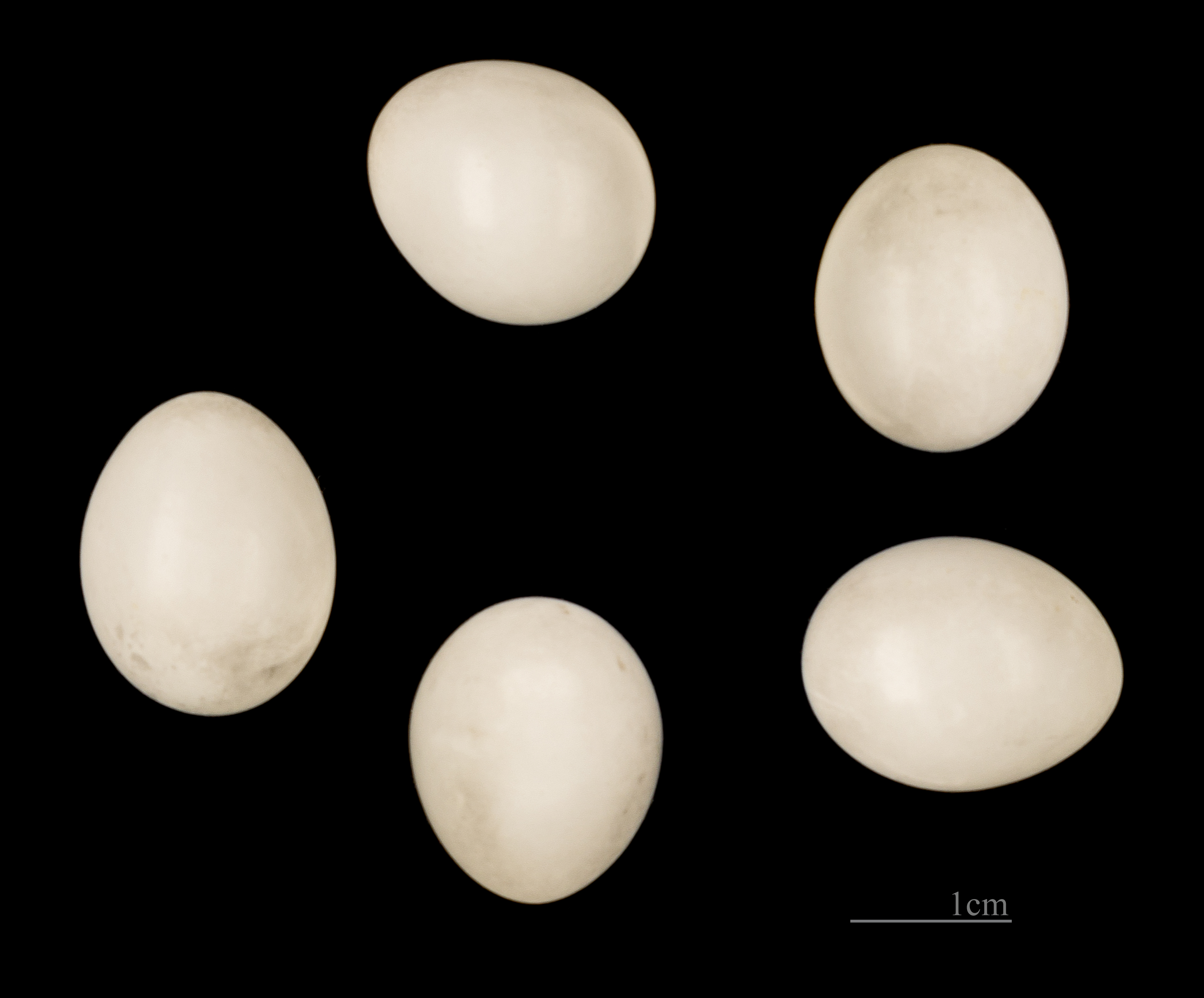
Vejce strakapouda malého

Hnízdí v lužních a smíšených lesích a také v parcích. Dutinu tesají oba partneři v silnější větvi stromu. Samice snáší 4–6 vajec. Mladí ptáci v dutině před vylétnutím jsou nesnášenliví.

## Potrava
Potravu, kterou si vyhledává ve vrcholcích stromů a v dutých větvích, tvoří převážně mšice, mravenci, housenky, korovnice a další hmyz.